# SMS V 29
Az SMS V 29 a Császári Haditengerészet egyik V 25-osztályú rombolója (korabeli német meghatározás szerint „nagy torpedónaszádja”) volt. Az AG Vulcan hajógyár építette meg Stettinben lévő hajógyárában, ahol 1914 augusztusában bocsátották vízre, majd az év októberében állították szolgálatba. Részt vett a doggerbanki csatában, a Rigai-öbölben vívott csatában és a skagerraki csatában. Utóbbiban süllyedt el 1916. május 31-én.

## Tervezése és építése
A Kaiserliche Marine az 1913-ban az előző években (1911, 1912) megépíttetett rombolóknál nagyobb és tengerállóbb egységeket rendelt meg. Az új hajók a nagyobb stabilitásuk révén erősebb fegyverzetet kaphattak és a kazánjaik kizárólag olajtüzeléssel üzemeltek, szemben az előző osztályok kombinált olaj- és széntüzelésű kazánjaival. Szokás szerint az egy flottillányi mennyiséget, 12 rombolót rendeltek meg az 1913-as pénzügyi évben, hatot-hatot az AG Vulcantól (V 25–V 30) és a Schichautól (S 31–S 36). A két hajógyár által gyártott egységek alapvetően megegyeztek egymással, de részleteikben voltak köztük különbségek.
A V 29 teljes hossza 78,5 m, vízvonal menti hossza 77,8 m, szélessége 8,33 m, merülése 3,63 m, konstrukciós vízkiszorítása 812 t és teljes terhelés melletti vízkiszorítása 975 t volt. Három olajtüzelésű vízcsöves gőzkazán táplálta gőzzel a két AEG-Vulcan gőzturbinát, melyek összteljesítménye 23 500 le volt és amivel a romboló 33,5 csomó sebességgel tudott haladni maximálisan. 225 t fűtőolajt tudott elraktározni és ez 20 csomós sebességet tartva 1080 tengeri mérföld megtételére volt elegendő.
A fegyverzete három darab, külön lövegtalpakon elhelyezett 8,8 cm űrméretű, 45 kaliberhosszúságú gyorstüzelő ágyúból (8,8 cm SK L/45) és hat darab 50 cm űrméretű torpedóvető csőből állt. A torpedóvetőkből kettő a hajó elején rögzített volt, a többi négy két duplacsövű forgótalpon kapott helyet a hajó hátsó részén. Igény szerint képes volt 24 darab tengeri akna szállítására is. Fedélzetén 83 fő teljesített szolgálatot. A V 29 vízrebocsátására 1914. augusztus 18-án került sor és 1914. október 19-én helyezték szolgálatba.

## Szolgálata
1914. december 15-én a német csatacirkálókat tömörítő I. felderítőcsoport (Aufklärungsgruppe I) kihajózott az angol partok elleni támadásra azzal a szándékkal, hogy előcsalogatják a brit flotta egy kisebb részét és az őket távolabbról biztosító Nyílt-tengeri Flotta főerőinek segítségével megsemmisítik azt. A scarborough-i rajtaütésként elhíresült hadművelet során a V 29 Hipper tengernagy csatacirkálói biztosításában vett részt, de miután kondenzátorproblémák adódtak nála, vissza kellett fordulnia.
1915. január 23-án a csatacirkálók könnyűcirkálók és rombolók kíséretében a Dogger-padnál lévő brit halászhajók elfogására hajóztak ki, mivel feltételezték, hogy azok az ellenség számára végeznek felderítést. A V 29 a 18. romboló-félflottila (torpedónaszád-félflottilla) részeként ismét Hipper csatacirkálói biztosításában vett részt. A brit hírszerzés ekkorra már dekódolni tudta a német rádióüzeneteket és kiküldték a Rosythban állomásozó brit csatacirkálókat (Battlecruiser Force) David Beatty tengernagy vezetésével és a Harwichban állomásozó könnyű egységeket (Harwich Force) az elfogásukra. A brit és német erők január 24-én reggel a doggerbanki csatában csaptak össze. A briteket észlelve az előretörésének végpontját a terv szerint épp elérő Hipper tengernagy délkeleti irányra állt, hogy elmenekülhessen az üldözésére induló britek elől. A Blücher páncélos cirkáló (nagycirkáló) egy találat következtében lelassult és az őt beérő brit csatacirkálók elsüllyesztették. A többi német hajónak sikerült hazatérnie.
1915. február 12-én a 9. rombolóflottilla öt rombolója, közte a V 29, az Amrum-pad közelébe lett kiküldve aknakeresési műveletek biztosítására. A V 25 nem tért vissza a küldetésről és keresési akciót indítottak felkutatására. Ennek során Helgolandtól északra roncsokat találtak, melyeket ennek a rombolótól származónak tulajdonítottak. Úgy vélték, hogy egy brit tengeralattjáró süllyeszthette el, és a V 29 és a V 27 azt állította, hogy észleltek feléjük indított torpedókat, melyeket sikerült kikerülniük, az S 33 pedig észlelni vélt egy periszkópot is. Valójában azonban egyetlen brit tengeralattjáró sem volt a közelben és a V 25 vesztét valószínűleg egy brit akna okozta. A fedélzetén tartózkodó mind a 79 ember odaveszett.
1915 augusztusában a német haditengerészeti erők a Balti-tengeren a Nyílt-tengeri Flotta támogatásával vívták meg a rigai-öböli csatát. A terv az volt, hogy a Rigai-öbölbe betörve elpusztítják az orosz haditengerészeti erőket és az öböl északi részét aknamezők telepítésével lezárják a további erősítések elől. A V 29 is a hadműveletre lett kijelölve és ennek során elsüllyesztett egy orosz gőzhajót, a Dagmart. A német hadművelet azonban nem járt sikerrel, mivel nem sikerült elsüllyeszteni egyetlen nagyobb orosz hadihajót sem és a tervezett aknazárt sem tudták létrehozni. Ellenben elveszítették az S 31 és V 99 rombolókat (torpedónaszádokat) valamint a T 46 aknakeresőt.
A V 29 részt vett a skagerraki csatában a IX. rombolóflottillához tartozó 18. romboló-félflottilla részeként, mely egység Hipper tengernagy csatacirkálóit biztosította. A IX. rombolóflottila 17:26-kor torpedótámadást kísérelt meg a brit csatacirkálók ellen, melyet a brit rombolók ellenakciója meghiúsított. A V 29 tatját a brit Petard romboló egyik torpedója találta el. A találat után a V 29 orra még fél órán át a felszínen maradt és mielőtt elsüllyedt volna még ki tudott lőni négy torpedót a brit csatacirkálók irányába. Közben a V 26 és az S 35 rombolók kimentették a legénységét. Később a brit csatasor ellen indított torpedótámadás során az S 35-öt az Iron Duke csatahajó lövedékei elsüllyesztették és teljes legénysége valamint az általa kimentett V 29-túlélők mind odavesztek. V 29 áldozatainak számáról különböző adatok szerepelnek az szakirodalomban. Campbell közlése szerint 33 fő esett el és 4 sebesült meg a csatában, míg Gröner szerint a halottai száma 43 volt.

## Fordítás
- Ez a szócikk részben vagy egészben  a   SMS V 29 című angol Wikipédia-szócikk ezen változatának fordításán alapul.  Az eredeti cikk szerkesztőit annak laptörténete sorolja fel. Ez a jelzés csupán a megfogalmazás eredetét és a szerzői jogokat jelzi, nem szolgál a cikkben szereplő információk forrásmegjelöléseként.